# Калаузлија (Карбинци)
Калаузлија (мкд. Калаузлија) је насеље у Северној Македонији, у источном делу државе. Калаузлија је село у саставу општине Карбинци.

## Географија
Калаузлија је смештена у источном делу Северне Македоније. Од најближег града, Штипа, насеље је удаљено 20 km источно.
Насеље Калаузлија се налази у историјској области Јуруклук, која представља западни, брдски део планинског ланца Плачковице, који се уздиже ка истоку. Надморска висина насеља је приближно 730 метара.
Месна клима је умерено континентална.

## Становништво
Калаузлија је према последњем попису из 2002. године имала 61 становника.
Већинско становништво су Турци (4/5), а мањина су етнички Македонци (1/5). Турци су били искључиво становништво насеља до почетка 20. века, а потом су се у значајном броју спонтано иселили у матицу.
Претежна вероисповест месног становништва је ислам, а мањинска православље.